# LEGO Harry Potter: Anni 1-4
LEGO Harry Potter: Anni 1-4 (LEGO Harry Potter: Years 1-4) è un videogioco del 2010 sviluppato da Traveller's Tales ed edito da Electronic Arts e Warner Bros. Interactive Entertainment, basato sulle avventure dalle saga di Harry Potter nella sua versione LEGO. Il videogioco è incentrato sui primi quattro anni scolastici di Harry Potter, narrati nei romanzi La pietra filosofale, La camera dei segreti, Il prigioniero di Azkaban e Il calice di fuoco.
Il gioco è stato distribuito nel giugno 2010 per le piattaforme Microsoft Windows, Nintendo DS e Wii, PlayStation 3, PlayStation Portable, Xbox 360 e successivamente per macOS.
Nel 2011 è stato annunciato il seguito, LEGO Harry Potter: Anni 5-7, pubblicato nell'autunno dello stesso anno e basato sugli ultimi quattro film della saga.

## Modalità di gioco
Il gameplay del gioco è simile a quello dei precedenti giochi LEGO, dove l'attenzione si concentra sull'esplorazione, piuttosto che sul combattimento utilizzato nei precedenti giochi LEGO. Lanciare incantesimi è parte integrante del gameplay, pochi sono disponibili all'inizio, ma vengono sbloccati man mano che il giocatore procede. Ad esempio, l'incantesimo Wingardium Leviosa, che quasi tutti i personaggi possono utilizzare, permette al giocatore di assemblare mattoncini LEGO, e l'incantesimo Immobilus può congelare gli altri personaggi. Creare pozioni è un'altra caratteristica integrante; esse possono aiutare il giocatore a completare obiettivi, ma, se creati in modo errato, possono avere effetti collaterali negativi.
Come i precedenti giochi LEGO, vi sono un gran numero di personaggi giocabili: più di 140 (167, contate le varie forme di certi personaggi). Questi includono Harry Potter, Ron Weasley, Hermione Granger, Albus Silente e Rubeus Hagrid. Alcuni personaggi hanno abilità differenti: ad esempio, Ron e Hermione non sono abili nella scopa e sono difficili da controllare quando la pilotano, mentre Harry è un ottimo pilota ed è capace di sferrare attacchi quando è sopra la scopa.

## Sviluppo
La notizia dell'esistenza del gioco è trapelata nel marzo del 2009. Anche se le voci circolavano da fine 2008. La Warner Bros. ha confermato ufficialmente il gioco nel giugno 2009, e la data di uscita nel maggio 2010 è stata annunciata nel mese di febbraio. Warner Bros. ha in seguito confermato che il gioco sarebbe stato pubblicato a giugno.
Il gioco è stato annunciato per la prima volta all'E3 2009 dove è stato pubblicato il primo trailer ufficiale. Ad inizio dicembre 2009 viene pubblicato un secondo trailer, e il giorno stesso nasce anche il sito ufficiale del videogioco. A febbraio viene pubblicato un altro trailer, mentre a marzo è stato pubblicato il trailer del terzo anno, seguito a maggio dal trailer del quarto anno.

## Accoglienza
| Testata      | Giudizio                                        |
| ------------ | ----------------------------------------------- |
| GameRankings | 81,45%                                          |
| Metacritic   | IOS: 87/100 PC: 79/100 PS3: 79/100 X360: 79/100 |

| Testata                    | Giudizio |
| -------------------------- | -------- |
| 1Up.com                    | B+       |
| GameRevolution             | B−       |
| GameSpot                   | 8/10     |
| IGN                        | 8,5/10   |
| Official Nintendo Magazine | 80%      |
| VideoGamer.com             | 8/10     |

Il gioco ha ricevuto recensioni generalmente positive dalla critica, che ha elogiato la colonna sonora, la fedeltà al materiale, la grafica (specialmente per PS3 e Xbox 360), la storia e il gameplay. Il sito web aggregatore di recensioni di videogiochi GameRankings ha valutato il gioco all'81%, con il sito web aggregatore di recensioni dei media Metacritic che ha ottenuto un punteggio leggermente inferiore all'80%. Official Nintendo Magazine ha dato alla versione per Wii e Nintendo DS l'80%

### Critica
IGN ha elogiato il gioco assegnandogli un 8,5 su 10, complimentandosi per le nuove aggiunte al gioco, mentre la versione PPS del gioco ha ricevuto un 7,0.